# Врацанос, Антонис
Антонис Врацанос  (Ангелулис) (греч. Αντώνης Βρατσάνος (Αγγελούλης), 1919 год Лариса (город) — 25 ноября , 2008 года Афины) — греческий коммунист, один из самых известных диверсантов греческого Сопротивления 1941—1944 гг. (Народно-освободительная армия Греции, ЭЛАС) и греческой гражданской войны 1946—1949 гг. (Демократическая армия Греции).

## Биография
Антонис Ангелулис родился в городе Лариса, Фессалия в 1919 году. В ноябре 1940 года, будучи лейтенантом запаса, ушёл в действующую армию, на албанский фронт, и принял участие в Греко-итальянской войне. После вторжения гитлеровской Германии, пришедшей на помощь итальянцам, наступила тройная германо-итало-болгарская оккупация Греции. Врацанос стал одним из сотен тысяч греков, что продолжили борьбу и вступил в ряды Сопротивления, как член Национального Освободительного Фронта (ЭАМ).

## ДиверсантыОлимпа
Костяк инженерного соединения Олимпа был создан четырьмя жителями села Рапсани — братья Фармакас, Роккас и Караяннис. Когда Антонис Ангелулис возглавил соединение, он избрал себе псевдоним Врацанос, Антонис, в честь капитана брандера времён Освободительной войны 1821—1829 гг. (Греческая революция). С реорганизацией ЭЛАС в регулярную армию соединение получило имя Отдельный инженерный батальон при 1-й дивизии фессалийской группы дивизий. Но его состав не превышал 220 диверсантов.
В феврале 1944 года, под командованием Врацаноса, батальон взорвал в Темпейском ущелье, между горами Олимп и Осса, немецкий железнодорожный состав N53 , полный солдат и офицеров, направлявшихся на Восточный фронт. Это стоило Вермахту 450 убитых, из которых 150 офицеров включая генерала с его штабом. При этом сам Врацанос был ранен. Эта акция считается одной из самых больших диверсий в оккупированной немцами Европе.
В общей сложности батальон Врацаноса:
- взорвал 48 900 метров железнодорожных путей
- взорвал 36 железнодорожных мостов
- взорвал 47 железнодорожных депо
- уничтожил 20 железнодорожных составов
- уничтожил 12 паровозов
- убил 3066 вражеских солдат
- прервал железнодорожное сообщение на линии Афины — Фессалоники в общей сложности на 1 324 часа[6].

В ходе операции «Кивото́с» (Ковчег), проведенной по просьбе союзного командования, греческие партизаны развили бурную деятельность в течение 3-х недель до высадки союзников в Сицилии, в результате чего германское и итальянское командование, ожидая высадку в Греции, перебросило сюда с других фронтов дополнительные силы . За участие в этой операции британский фельдмаршал Александер, Харольд наградил Врацаноса британским орденом. Орден был возвращён Врацаносом в английское посольство, после британской интервенции в Греции в декабре 1944 года и последовавшего преследования и террора против участников Сопротивления.

## Гражданская война и эмиграция
В годы гражданской войны 1946—1949 гг., в звании бригадного генерала, Врацанос возглавил инженерную бригаду Республиканской армии (Демократическая армия Греции).
С отступлением республиканской армии в 1949 году в Албанию Врацанос оказался политическим эмигрантом в Ташкенте, СССР, а затем в Румынии.
В 1956 году он выразил несогласие с десталинизацией Н. С. Хрущёва, которая внесла раскол среди греческих политэмигрантов и в компартии Греции. Его протесты против вмешательства других коммунистических партий во внутренние дела Коммунистической партии Греции привели к его исключению из партии новым руководством. Более того, Врацанос пробыл 2 года в заключении в Румынии, в той же тюрьме, где находился известный деятель компартии Греции Костас Карайоргис.

## Последующие годы
В годы военной хунты Врацанос принял участие в антидиктаторской борьбе и сотрудничал, кроме других, и с будущим (в 2005-2015) президентом Греческой Республики Каролосом Папульясом.
28 февраля 2007 года он был награждён президентом Греческой Республики, Каролосом Папульясом Орденом Почёта за его участие в Сопротивлении (Движение Сопротивления (Греция)) в период 1941-1944 гг..
Врацанос восстановил свои отношения с компартией Греции.
Умер в ноябре 2008 года и был похоронен в Афинах. Расходы на похороны и гражданскую панихиду взял на себя ЦК КПГ.
Президент Греции Каролос Папулиас охарактеризовал Антониса Врацаноса как символическую фигуру Национального Сопротивления и подчеркнул, что Врацанос пожертвовал для Отечества много больше того, что ему было возвращено в знак признания.